# Фотиниане
Фотиниа́не (др.-греч. φωτεινιανοί; лат. photiniani)  — последователи религиозного течения в христианстве в IV веке, ереси, названной по имени его основоположника — Фотина Сирмийского.
По учению фотиниан, Иисус Христос хотя и зародился во чреве Девы Марии от Духа Святого, но был только человек. Эту ересь подвергли осуждению и никейцы, и ариане на Антиохийском соборе 344 года и на Миланском соборе 348 года. Согласно 7-му правилу Лаодикийского собора 360 года фотиниан в Церковь надо принимать через миропомазание.
Учение фотиниан было предано анафеме на Константинопольском соборе 381 года: 
... и да предается анафеме всякая ересь, и именно: ересь евномиан, аномеев, ариан или евдоксиан, полуариан или духоборцев, савеллиан, маркеллиан, фотиниан, и аполинариан.
Борьба с фотинианами продолжалась очень долго, свидетельством чему служат запрещения императоров Грациана и Феодосия I, запрещение против далматских фотиниан 418 года, постановление Арльского собора 452 года о перекрещивании фотиниан. На юге Франции и в Испании фотиниане слились с бонозианцами и адопционистами.
Фотиниане описаны Филастрием в книге «Liber de Haeresibus» и Августином в книге «De Haeresibus ad Quodvultdeum Liber Unus»; в работе первого автора это 65-я ересь, в работе второго — 45-я. У Епифания Кипрского в книге Панарион и у Иоанна Дамаскина в книге «О ста ересях вкратце» фотиниане это 71-я ересь. Исидор Севильский (начало VII века) в своём труде «Этимологии» (лат. «Etymologiae») описал фотиниан как 37-ю ересь.